# Frontière entre l'Arabie saoudite et Oman
La frontière entre l'Arabie saoudite et Oman est la frontière séparant l'Arabie saoudite et Oman. Sa longueur est de 676 km.
La seule province saoudienne frontalière est la pronvince de l'est, capitale Dammam.
Les trois provinces omanaises concernées sont, du sud-ouest au nord-est :
- Dhofar, capitale Salalah,
- Al-Wusta, capitale Haima,
- Adh-Dhahira, capitale Ibri.